# Samaritan (film)
Samaritan è un film del 2022 diretto da Julius Avery.
La pellicola, con protagonista Sylvester Stallone, è l'adattamento cinematografico dell'omonimo fumetto.

## Trama
Samaritan e Nemesis erano fratelli gemelli che vivevano a Granite City, dove i residenti dell'epoca bruciarono la loro casa nel tentativo di ucciderli, solo per far fuggire i gemelli, mentre i loro genitori morirono nell'incendio. Samaritan è cresciuto fino a diventare un supereroe come un modo per mostrare al mondo che non è affatto come lo vedevano originariamente in passato, mentre Nemesis, consumato dalla vendetta, è diventato un super criminale che voleva che il mondo subisse lo stesso destino dei loro genitori. Alla pari, il malvagio Nemesis ha creato una mazza mistica che gli ha dato un vantaggio sull'eroe. Tuttavia, il martello poteva ferire entrambi i fratelli. Durante uno scontro alla centrale elettrica della città, entrambi sono stati apparentemente uccisi quando l'impianto è esploso, oscurando la città. Molte persone rimangono fan di Samaritan, e ci sono voci costanti che sia ancora vivo.
Venticinque anni dopo, il tredicenne Sam Cleary fa del suo meglio per aiutare sua madre con la crisi finanziaria e, dopo essere stato minacciato di sfratto, accetta un lavoro da una banda guidata da Reza. Il piano va storto e Reza cerca di incolpare Sam, ma il vero capo della banda, Cyrus, è impressionato e dà personalmente a Sam $ 110. Reza e i suoi amici in seguito attaccano Sam per vendicarsi, ma vengono fermati da Joe Smith, un netturbino che vive in un appartamento di fronte a Sam. Joe mostra una super forza nel combattere i membri della banda, e Sam sospetta che sia Samaritan. Nel frattempo, Cyrus individua il martello di Nemesis in una stazione di polizia e si configura come il nuovo Nemesis, scatenando rivolte e caos in tutta la città e usando granate per oscurare e distruggere le infrastrutture cittadine.
Dopo che Sam lo affronta, Joe nega di essere Samaritan, ma Reza - ancora in cerca di vendetta - lo investe con la sua auto. Joe è gravemente ferito ma guarisce davanti agli occhi di Sam, surriscaldandosi così tanto che deve essere rinfrescato facendo una doccia fredda e mangiando un gelato. Joe e Sam costruiscono un'amicizia, mentre allo stesso tempo Cyrus invita Sam a lavorare con la sua banda. Tuttavia, Sam è disturbato quando assiste alle loro attività violente.
Quando Joe salva una giovane ragazza da un'esplosione causata dalla banda, i media affermano che Samaritan è tornato, minacciando i piani di Cyrus. Reza riconosce che Joe è la stessa persona che ha "ucciso" con la sua auto e quindi conferma la sua identità e il suo legame con Sam. Trovando l'appartamento di Joe vuoto, rapiscono Sam per attirare Joe nel loro quartier generale come trappola. Joe irrompe nel quartier generale e decima la banda prima di essere affrontato da Cyrus, ora vestito da Nemesis e che brandisce il suo martello. Nonostante la sua forza, Joe è indebolito dalla lotta tra bande e in svantaggio contro il martello, dando a Cyrus un vantaggio. Mentre combattono, con Cyrus che si fa chiamare Nemesis, e Joe "il bravo ragazzo", Joe rivela che Samaritan è morto durante l'incendio della centrale elettrica, e Joe è in realtà Nemesis, che è sopravvissuto ma ha lasciato la sua vita malvagia alle spalle, essendo stato liberato dal suo bisogno di vendetta. Viene mostrato in un flashback che Samaritan aveva effettivamente vinto il combattimento ma si era rifiutato di uccidere Nemesis, lanciando invece il martello, considerandolo ancora come suo fratello. Il tetto successivamente crollò, lasciando Samaritan appeso precariamente sopra le fiamme. Nonostante i suoi migliori sforzi, Nemesis non riuscì a salvare suo fratello, gettando invece entrambe le loro maschere nello stesso fuoco in cui cadde Samaritan. Distruggendo il martello, Joe uccide Cyrus facendolo cadere in un abisso infuocato - nello stesso modo in cui morì Samaritan - ma quasi si surriscalda a causa delle sue capacità di guarigione e del fuoco che si diffonde. Sam rompe un tubo per inondarlo d'acqua, permettendo a Joe di riprendersi abbastanza da fuggire con Sam saltando da una finestra.
Quando Sam chiede a Joe se lui è effetivamente Nemesis, lui dice di sì. Ha cercato di salvare suo fratello ed è stato distrutto dal senso di colpa per le sue atrocità, che la morte di Samaritan è stata colpa sua, e non è riuscito a superarla. Dice a Sam che c'è del bene e del male in tutte le persone e che Sam deve prendere le decisioni giuste. Mentre la polizia arresta Reza e i restanti membri della banda di Cyrus, Joe se ne va, sentendo Sam dire alla stampa che "Samaritan" è sopravvissuto e lo ha salvato, lasciando il suo futuro sconosciuto.

## Produzione

### Sviluppo
La realizzazione della pellicola è stata resa nota nel febbraio 2019 dalla Metro-Goldwyn-Mayer. Nel settembre dello stesso anno Julius Avery è stato scelto come regista.

### Cast
Nel febbraio 2019 è stato annunciato che Sylvester Stallone avrebbe recitato nel ruolo del protagonista. Nel febbraio 2020, Martin Starr, Moisés Arias, Dascha Polanco, Pilou Asbæk, Javon Walton, Jared Odrick e Michael Aaron Milligan si sono uniti al cast del film;

### Riprese
Le riprese principali sono iniziate il 26 febbraio 2020 ad Atlanta, prima di venire sospese il 14 marzo successivo a causa dello scoppio della pandemia di COVID-19. Esse sono in seguito ripartite l'8 ottobre 2020.

## Promozione
Il primo trailer è stato diffuso il 27 luglio 2022.

## Distribuzione
Il film è stato distribuito su Prime Video dal 26 agosto 2022.
La data di uscita di Samaritan ha subito vari spostamenti, inizialmente sarebbe dovuto uscire il 20 novembre 2020, poi l'11 dicembre 2020 e infine il 4 giugno 2021.

## Accoglienza

### Critica
Sull'aggregatore Rotten Tomatoes il film riceve il 38% delle recensioni professionali positive con un voto medio di 5 su 10 basato su 115 critiche, mentre su Metacritic ottiene un punteggio di 45 su 100 basato su 28 critiche.
Ai Razzie Awards 2022 il film ha ricevuto la candidatura per il peggior attore protagonista a Sylvester Stallone.

## Sequel
Nell'ottobre 2023 viene annunciato il sequel, con Sylvester Stallone di nuovo nel ruolo di protagonista e produttore, e Bragi F. Schut alla sceneggiatura.